# Bisdom Pićan
Het Bisdom Pićan (Latijn: Dioecesis Petinensis, Italiaans: Pedena, Latijn: Petina) is een voormalig klein Italiaans rooms-katholiek bisdom in het schiereiland Istrië in het huidige Kroatië. De bisschopszetel was het plaatsje Pedena (Pićan). Bij de opheffing in 1788 bestond het bisdom uit 12 parochies.
Sinds de zesde eeuw zijn er bisschoppen van Pedena gedocumenteerd, maar volgens de traditie bestaat het bisdom al sinds de vierde eeuw. 
Het bisdom behoorde oorspronkelijk tot het patriarchaat Aquileja. Pedena lag later in het Oostenrijkse deel van het markgraafschap Istrië. Toen in 1751 op aandrang van Oostenrijk het patriarchaat Aquileja werd opgeheven en vervangen door het aartsbisdom Udine voor de niet-Habsburgse bisdommen en het aartsbisdom Gorizia voor de Habsburgse gebieden, werd het bisdom Pedena een suffragaanbisdom van Gorizia (Görz).
In 1788 werd het bisdom opgeheven om evenals het opgeheven bisdom Triëst deel uit te gaan maken van het nieuwe bisdom Gradisca. Reeds in 1791 werd het bisdom Triëst hersteld, uitgebreid met het voormalige bisdom Pedena.
Sinds 1969 is er een titulair bisschopsambt Petina naar het oude bisdom genoemd.